# Karol Knap
Pour les articles homonymes, voir Knap.
Karol Knap, né le 12 septembre 2001 à Krosno en Pologne, est un footballeur polonais qui joue au poste de milieu défensif au KS Cracovie.

## Biographie

### En club
Né à Krosno en Pologne, Karol Knap est formé par le club local du Karpaty Krosno (en).
Le 11 août 2020, Karol Knap rejoint le Puszcza Niepołomice. Il signe un contrat de deux ans plus une année supplémentaire en option. Knap découvre alors la deuxième division polonaise, jouant son premier match sous ses nouvelles couleurs dans cette compétition, le 29 août 2020, lors de la première journée de la saison 2020-2021 contre le Resovia Rzeszów. Il entre en jeu et son équipe s'incline par trois buts à zéro ce jour-là.
Lors de l'été 2021, Karol Knap rejoint le KS Cracovie. Le transfert est annoncé dès le 10 juin 2021 et il signe un contrat courant jusqu'en juin 2026. Il joue son premier match sous ses nouvelles couleurs le 24 juillet 2021 face au Górnik Łęczna, lors de la première journée de la saison 2021-2022 d'Ekstraklasa. Il entre en jeu à la place de Patryk Zaucha (en) et les deux équipes se neutralisent (1-1 score final).

### En sélection
Karol Knap représente l'équipe de Pologne des moins de 20 ans pour un total de trois matchs joués en 2021.